# تريسي أشتون
تريسي أشتون (بالإنجليزية: Tracy Ashton)‏ هي ممثلة أمريكية، ولدت في القرن العشرين في الولايات المتحدة.

## وصلات خارجية
- الموقع الرسمي
- تريسي أشتون على موقع IMDb (الإنجليزية)
- تريسي أشتون على موقع قاعدة بيانات الفيلم (الإنجليزية)
- تريسي أشتون على موقع كينوبويسك (الروسية)